# 花室
花室（はなむろ）は、茨城県つくば市の地名。郵便番号は305-0025。

## 地理
つくば市の東部、筑波研究学園都市周辺開発地区に位置する。西は研究学園地区中心部に隣接しており、花室西部土地区画整理事業が行われている。地域内に土浦学園線が通り、花室川が西側に流れている。
東は古来、西は花園・竹園、南は上ノ室・倉掛、北は金田（）・東岡・妻木と接している。

## 歴史

### 沿革
- 1889年（明治22年） 新治郡上ノ室村、上広岡村、下広岡村、大角豆（ささぎ）村、倉掛村、妻木村、東岡村、岡村新田、柴崎村と合併し、新治郡九重（ここのえ）村大字花室となる。
- 1955年（昭和30年） 栄村、栗原村と合併し、新治郡桜村大字花室となる。
- 1987年（昭和62年） 筑波郡大穂町、谷田部町、豊里町と合併、市制施行により、つくば市大字花室となる。
- 2002年（平成14年） 稲敷郡茎崎町と合併。同時に住所より｢大字｣を撤廃。つくば市花室となる。
- 2010年（平成22年） 花室西部土地区画整理事業区域が花園へと町名変更。

## 世帯数と人口
2017年（平成29年）8月1日現在の世帯数と人口は以下の通りである。
| 町丁 | 世帯数  | 人口  |
| ---- | ------- | ----- |
| 花室 | 246世帯 | 662人 |

## 小・中学校の学区
市立小・中学校に通う場合、以下の学区となる。
| 地域           | 小学校       | 中学校       |
| -------------- | ------------ | ------------ |
| 花園以西の地域 | 竹園東小学校 | 竹園東中学校 |
| その他         | 九重小学校   | 桜中学校     |